# Fleur de Paris (chanson)
Cet article concerne une chanson de 1944. Pour le film de 1916, voir Fleur de Paris.
 (juin 2019).
Si vous disposez d'ouvrages ou d'articles de référence ou si vous connaissez des sites web de qualité traitant du thème abordé ici, merci de compléter l'article en donnant les références utiles à sa vérifiabilité et en les liant à la section « Notes et références ».
Fleur de Paris est une chanson française de 1944 dont les paroles sont de Maurice Vandair et la musique d'Henri Bourtayre. Interprétée par Jacques Hélian et son orchestre mais aussi par Maurice Chevalier, elle est un hymne de la Libération.

## Histoire
Ce chant patriotique exprime la joie de la liberté retrouvée après quatre années d'Occupation. Il contribue à redorer le blason de Maurice Chevalier à qui certains reprochaient d'avoir poursuivi sa carrière pendant l'Occupation. Zappy Max l’interprète également avec l’orchestre de Jacques Hélian.
Elle est aujourd'hui régulièrement chantée lors de guinguettes ou de fêtes patriotiques, comme le défilé du 14 juillet.
En 1984, Christian Borel, Patrice Dozier, Patrick Préjean et Pierre Reggiani chantent la chanson à l'émission Chantez-le moi où ils chantent également Notre espoir et La Fête à Neu-Neu.
En 1994, Les 3 Julots enregistrent la chanson pour l'album Les Chansons de la Libération où ils enregistrent également La Fête à Neu-Neu, Notre Espoir, Ça sent si bon la France et La Marche de Ménilmontant.